# ヘンク・テン・カテ
ヘンク・テン・カテ（Henk ten Cate、1954年12月9日 - ）はオランダ・アムステルダム出身の元サッカー選手、サッカー指導者。オランダのアヤックスとスペインのFCバルセロナのシステムを受け継ぐ戦術家として知られている。

## 経歴
ゴー・アヘッド・イーグルスの指導者としてキャリアをスタートさせた。スパルタ・ロッテルダムを率いた1995-96シーズンにはKNVBカップの決勝まで駒を進め、1997-98シーズンにはフィテッセをクラブ史上最高位のエールディヴィジ3位に引き上げ、2位PSVと僅か2ポイント差でUEFAチャンピオンズリーグ出場権を逃したものの、その攻撃サッカーは高く評価された。その後も1999-00シーズンにはハンガリーのMTKハンガリアFCでカップ戦を制覇し、2002-03シーズンにはNACブレダをクラブ史上最高の4位まで導いている。緻密な戦術を基にした巧みなパスワークとスピード溢れる攻撃的なサッカースタイルで、戦術家として知られるようになった。
その後、生まれ故郷のクラブアヤックスから監督就任の要請を受けたものの、テン・カテの良き指導者であるヨハン・クライフからの助言もあり2003-04シーズン、フランク・ライカールトが新監督に就任したFCバルセロナのアシスタントコーチに就任した。当時ライカールトは監督経験に乏しく、その経験不足を補うにはテン・カテの戦術家としての手腕が必要だった。また当時のFCバルセロナは低迷期には入っており改革が必要だったが、名門復活のカギを握るキーマンに指名された。FCバルセロナでは2004-05、2005-06シーズンのリーガ連覇、2005-06シーズンUEFAチャンピオンズリーグを制覇し、チームの影の指揮官として注目を集めた。特にFCバルセロナのチーム戦術はテン・カテに一任されており、チームの練習時には彼一人で戦術指導を行っていた。実際、テン・カテがアヤックスの監督に就任するためFCバルセロナを去った後はチームは2シーズン連続リーガタイトルを逃しライカールトは辞任し、FCバルセロナでのテン・カテの影響力の大きさが浮き彫りになった。
2006-07シーズンはダニー・ブリントの後任として、以前から監督要請を受けていた故郷のクラブ・アヤックスを率いた。エールディヴィジではPSVと同ポイント、得失点差僅か１によりタイトルこそ逃したがリーグ最多得点を記録するなど、その攻撃的な戦術は高く評価された。またKNVBカップ制覇、オランダ・スーパーカップ二連覇を達成し結果を残した。2007-08シーズンも引き続きアヤックスの指揮を執っていたが、シーズン途中の2007年10月、チェルシーFCのオーナーであるロマン・アブラモヴィッチがテン・カテを新監督であるアヴラム・グラントを支えるアシスタントコーチに指名した。チェルシーFCはUEFAチャンピオンズリーグでFCバルセロナと対戦した際、現場で実質指揮を執っていたテン・カテに注目していた。ジョゼ・モウリーニョが辞任し混乱に陥っていたチェルシーFCはフットボールディレクターであったグラントを新監督に昇格させたが、トップレベルでの監督経験のないグラントはチーム内で求心力を失いチームも不調に陥っていた。またグラントはUEFAコーチングライセンスを保持しておらず暫定監督としての位置付けだったため、テン・カテは実質、監督としての役割だった。またリーグ戦途中での移籍ではあったが、アヤックスは多額の移籍金をチェルシーFCから受け取ったと見られ円満な移籍になった。テン・カテ自身も給料は非公表ながら破格な金額を受け取ったと推測される。
2007-08シーズン、シーズン途中の10月からチェルシーFCへ加わったテン・カテだったが戦術家としての手腕を発揮しチームは徐々に息を吹き返し、リーグ戦では前年同様マンチェスター・ユナイテッドFCに優勝を譲ったものの、優勝争いは最終節までもつれる猛追を見せた。またクラブ史上初めてUEFAチャンピオンズリーグ決勝進出を果たした。しかし、ここでもリーグ戦同様にマンチェスター・ユナイテッドと優勝を争い、決勝戦は延長戦を含む120分でも決着が付かずPK戦にもつれ込むが、チェルシーFCはまたしてもマンチェスター・ユナイテッドの前に敗れ、悲願のチャンピオンズリーグ制覇を目前で逃すこととなった。あと一歩の所でリーグ戦とチャンピオンズリーグタイトルを逃した責任を取り、グラントとテン・カテはシーズン終了後に辞任した。
2008-09シーズン、母国のPSVアイントホーフェンから監督就任のオファーを受けたが古巣アヤックスへの忠誠心もあり、ギリシャのパナシナイコスの監督に就任した。チーム状況を踏まえ4-2-3-1と4-3-2-1フォーメーションを採用し、2008-09UEFAチャンピオンズリーグでは当時低迷していたギリシャ勢では快進撃となるベスト16に進出した。リーグ戦でも最多得点を記録するなど、テン・カテの攻撃サッカーが浸透した。2009-10シーズンはリーグ中盤戦までの11戦で9勝2分と1996年以降最も好成績だったが、ギリシャ経済危機に伴うクラブの財政が急激に悪化し、推定400万ユーロ(約5億円)の高額な給料が重荷になり給料の未払い問題が表面化し12月8日に退任が発表された。
2010年2月、UAEのアル・アハリ・ドバイに6ヶ月契約で監督に就任したが、3月10日のACLのアル・サッドとの試合でホームで大敗したことを理由に辞任したが、僅か1ヶ月で自ら辞任を申し入れたため他の理由が考えられる。

## 監督としてのテン・カテ
攻撃的なスタイルを好み、オランダのハウススタイルである4-3-3をベースに、4-2-3-1、4-3-2-1をチームのコンディションと起用する選手によって使い分けるオランダ有数の戦術家として知られ、人とボールが動くスピード溢れるサッカーで一時代を築き、度々オランダ代表監督候補に名前が挙がる程、戦術家としての評価は高い。特にテン・カテはスペースの使い方とポジショニングを徹底させることがチーム作りの基礎であると考えている。またその戦術は、ヨハン・クライフがFCバルセロナに持ち込んだ4-3-3のシステムよりも、ポジショニングとスペースの使い方に関して明確なルールを作った上で、細かい動きは選手のアイディアに任せることにより、選手の特徴が活かされ選手とボールが動き続ける画期的な戦術になった。また当時16歳であったリオネル・メッシの才能にも着目し、トップチームの練習に1年間参加させた後、17歳でトップチームの公式戦にデビューさせ才能を開花させた。加えて、クラブの下部組織出身の ビクトル・バルデス、カルレス・プジョル、 シャビ・エルナンデス・エルナンデス、アンドレス・イニエスタをチームの中心に据えるスタイルを確立したため、フランク・ライカールトと共に現代のFCバルセロナの原型を作ったとも言われている。また同時に自由奔放な性格で知られるロナウジーニョには特に厳しい姿勢で臨み選手として成功に導いた。アヤックスでも同様に伝統の4-3-3と4-2-3-1システムを組み合わせ、当時オランダで最も攻撃的でアグレッシブなプレスからゴールに迫るサッカーで人々を魅了し、戦術家としての地位を確立した。またアヤックス監督時代には当時無名選手でフローニンゲンでプレーしていたルイス・スアレスの才能にいち早く注目し獲得するなど、選手のスカウティング能力にも長けている。規律を重んじ厳格な性格で知られているが、勝負にこだわるあまり感情的になり激昂しやすい性格のようでアヤックス時代はマスコミとのトラブルも多かったようだ。

## タイトル

### 監督時代
MTKハンガリアFC
- マジャル・クパ:1回（1999-2000）

アヤックス・アムステルダム
- KNVBカップ:（2006-07）
- ヨハン・クライフ・スハール:2回（2006、2007）

アル・ジャジーラ・クラブ
- アラビアン・ガルフ・リーグ:1回（2016-17）